# 武藤保之助
武藤 保之助（むとう やすのすけ、1913年（大正2年）9月7日 - 2003年（平成15年）2月25日）は、日本の政治家。埼玉県所沢市長。

## 経歴
家業は市内上安松の押絵羽子板製造業「ムトー人形」。所沢市議会議員、1968年 - 1971年市議会議長を経て、1983年 - 1987年市長。